# Carolyn Beug
Carolyn Ann Mayer-Beug (11. december 1952 – 11. september 2001) var amerikansk filmskaber og videoproducent.
Carolyn Beug blev dræbt i en alder af 48 år, under angrebene den 11. september 2001, om bord på American Airlines' flynummer 11, der styrtede ind i World Trade Center i New York. Hun vandt en pris for at have lavet musikvideoen til Van Halen's sang Right Now. Ved hendes død, var hun i gang med at arbejde på en børnebog om Noahs Ark, der skulle fortælle fra Noahs kones synspunkt. Om bord på flyet var hendens mor, Mary Alice Wahlström, som ligeledes blev dræbt.
Ud over sit arbejde som videoproducent, instruerede hun tre musikvideoer for countrysangeren Dwight Yoakam.